# Andranik Ozanjan
Andranik Ozanian (Անդրանիկ Թորոսի Օզանյան ; Şebinkarahisar, 25. veljače 1865. - Chico, 31. kolovoza 1927.), armenski general, politički aktivist i borac za slobodu, te narodni heroj. 